# 長屋茂
長屋 茂（ながや しげる、1899年2月19日 - 1978年7月6日）は、日本の政治家。参議院議員（1期）。
大日本帝国海軍軍人。最終階級は海軍大佐。山口県出身。

## 経歴
1920年（大正9年）、海軍兵学校（48期）卒業。1945年（昭和20年）、海軍兵学校針尾分校生徒隊監事。
1968年（昭和43年）、第8回参議院議員通常選挙全国区初当選（自由民主党）。1971年（昭和46年）、参議院物価等対策特別委員長。
1973年（昭和48年）、第2次田中角栄第1次改造内閣科学技術政務次官。1974年（昭和49年）、第10回参議院議員通常選挙不出馬。同年秋の叙勲で勲二等瑞宝章受章（勲三等からの昇叙）。
1978年（昭和53年）7月6日 、死去、79歳。死没日をもって従五位から従四位に叙される。